# フェミニスト・セックス戦争
フェミニスト・セックス戦争　（レズビアン・セックス戦争、あるいは単純にセックス戦争やポルノ戦争とも呼ばれる）とは、フェミニズム内で行われたセクシュアリティや性行為に関する幅広い多数の問題についての議論を指す用語である。

## 概要
セクシュアリティの問題に関する意見の違いは、フェミニスト運動、特に1970年代後半から1980年代前半の主導的なフェミニストを深刻に対立させ、それは今日のフェミニスト間の議論にも影響を与え続けている。反ポルノの立場をとるフェミニストと性にポジティブな立場をとるフェミニストにより特徴づけられ、ポルノグラフィ、エロティカ、セックスワーク 、レズビアンの性行為、レズビアンのコミュニティ内でのトランス女性の役割、 SM (性風俗)などについて議論が行われた。このような議論は、フェミニストの間でも強く立場が別れる問題として認識されている。

## 対立する2つの立場
2つの陣営は、反ポルノグラフィ・フェミニストおよびセックス・ポジティブ・フェミニストと名付けられている。

### 反・ポルノグラフィ・フェミニスト
アンドレア・ドウォーキンは1976年に、 ニューヨークで「スナッフ/SNUFF 」という映画を批判するデモを行ったが、フェミニストの反ポルノグラフィのキャンペーンを継続するための組織の立ち上げには失敗した。1976年の運動はロサンゼルスではもっと成功し、「スナッフ/SNUFF」に対する反応として「女性に対する暴力に反対する女性の会」が設立された。この団体は、ローリング・ストーンズの1976年のアルバム『ブラック・アンド・ブルー』に反対するキャンペーンを行った。アメリカの反ポルノグラフィ運動は、サンフランシスコで1976年に地元の女性センターで開催された「女性に対する暴力」というカンファレンス、そしてそれに続く1977年の「ポルノグラフィやメディアの中の暴力に反対する女性の会（WAVPM）」の設立によって地歩を築いた。初期のメンバーには、スーザン・グリフィン、キャスリーン・バリー、ローラ・レデラーがいた。WAVPMは、1978年にサンフランシスコでポルノグラフィに関する最初の全米カンファレンスを開催した。その中には最初の「夜を取り戻そう」の行進も含まれていた。 このカンファレンスは、1979年にニューヨークで「ポルノ反対婦人同盟（WAP）」の旗印の下に反ポルノグラフィのフェミニスト団体を結成することにつながり、類似の団体や努力はアメリカ中に広がった。1983年には、かつてWAVPMやWAPのメンバーだったページ・メリッシュが、ポルノ産業を規制するような法律の変更を求める政治運動に重点を置いた「ポルノグラフィと闘うフェミニストの会」を設立した。アンドレア・ドウォーキンやキャサリン・マッキノンは、ポルノグラフィを規制する民法を求め、その目的のために「反ポルノグラフィ市民権条例」を起草した。

### セックス・ポジティブ・フェミニスト
フェミニストのジャーナリストであるエレン・ウィリスは、1979年以降、反ポルノグラフィのフェミニストを、性的なピューリタニズムであり、倫理的な権威主義であり、表現の自由に対する脅威である、と批判した最初の一人だった。ウィリスの1981年のエッセイ「欲望の地平：女性運動はプロセックスか？ 」は、プロセックス・フェミニズムという用語の起源である。セックス・ポジティブ・フェミニストの、反ポルノグラフィのフェミニズムに対する反応は、セックスを女性の快楽のための道として奨励し、反ポルノグラフィの立場を政治的右派による娯楽セックスやポルノグラフィに対する戦争に同調するものと見なすことであった 。セックス・ポジティブ・フェミニストの初期のグループとしては、1978年にサンフランシスコで結成された「サモワ」があり、その初期のメンバーとしてはゲイル・ルービンやパット・カリファがいる。また、1981年にニューヨークで、ドロシー・アリソン やジョー・アーノンによって結成された「レズビアン・セックス・マフィア」もある。1984年にはエレン・ウィリスにより、ドウォーキンとマッキノンによる条例案に対する反応として、「フェミニスト反検閲タスクフォース」（FACT）が設立され、また、1989年にはイギリスで「検閲に反対するフェミニストの会」が結成され、そのメンバーにはアヴェドン・キャロルがおり、1992年にはアメリカで「表現の自由を支持するフェミニストの会」がマーシャ・パリーにより結成され、その設立メンバーにはナディーン・ストロッセン、ジョーン・ケネディ・テイラー、ヴェロニカ・ヴェラ、キャンディダ・ロイヤルらがいた。

## 主な出来事
1980年10月、「全米女性同盟」は、「男色、ポルノ、SM、公然猥褻」は「搾取、暴力、またはプライバシーの侵害」であって、「性的嗜好や志向」ではないと宣言することにより、「ビッグフォー」として知られるようになるものを特定した。
より記憶に残るプロセックス派と反ポルノ派フェミニストの衝突の一つは、「1982年のバーナード大学セクシュアリティ会議」で起こった。 反ポルノグラフィ・フェミニストは、このイベントの計画委員会から排除されたので、彼らは会議場の外で集会を開いて抗議の意を示した。

## 論争
フェミニスト・セックス戦争の両陣営は、多数の問題で対立し、個人的にもさまざまなメディア上でも激しい論争が行われた。

### ポルノグラフィ論争
1970代後半に向かうにつれて、フェミニスト運動の議論の多くは、レズビアン・フェミニズムの議論から、新たにセクシュアリティの話題に中心が移った。セクシュアリティの主な問題の一つは、ポルノグラフィの問題で、フェミニスト間に大きな対立を生んだ。論争の2陣営として認識されていたのは、反ポルノグラフィ・フェミニズムと性に肯定的な「プロ・セックス」フェミニズムだった。 反ポルノグラフィ・フェミニズムに大きな影響を与えたものの一つは、その前身であるレズビアン・フェミニズムだった。 反ポルノグラフィ運動は、レズビアニズムによって提示された、家父長的な性的関係という概念のような根本的な主張から発展したものだった。 エレン・ウィリスは、このような関係を、「力を背景にした男権に基づくもの」として説明した。 このような視点からすると、ポルノグラフィというのは、男性によって男性のためだけに作られたもので、性的関係を巡る男性優位のパラダイムの直接的な反映である。 レズビアン・フェミニズムから反ポルノグラフィのグループによって採用されたもう一つの思想は、セクシュアリティは、セックスの本質が純粋な肉体的なものであるという信仰とは反対に、他の人と共感し合う絆や持続する関係を作ることである、という思想だった。
アンドレア・ドウォーキンは「ポルノグラフィ―女を所有する男たち」という著書の中で、ポルノグラフィのテーマは男性優位であり、その結果、ポルノグラフィは本質的に女性や女性の幸福にとって有害であると主張した。ポルノグラフィの視聴者は、ポルノグラフィのミソジニー的な女性の描写を内面化するので、ポルノグラフィは生産だけでなく消費においても有害である、とドウォーキンは信じていた。 ロビン・モーガンは反ポルノグラフィ・フェミニストの見解を要約し、彼女の「ポルノグラフィは理論、レイプは実践」という発言の中で、ポルノグラフィと女性に対する暴力は結び付けられた。
反・ポルグラフィ運動は、セックス・ポジティブ・フェミニストによって、セクシュアリティに対する抑圧であり、検閲に向けた運動であるとして批判された。 ゲイル・ルービンは「セックスを考える：セクシュアリティの政治学の急進的理論のためのノート（Thinking Sex: Notes for a Radical Theory of the Politics of Sexuality）」という記事の中で、性の解放をフェミニストの目標として位置付け、反ポルノグラフィ・フェミニストがフェミニズム全体を代弁しているという考えを批判している。ルービンは、必要なのはフェミニズムから切り離されたセクシュアリティの理論だ、という考えを提示している。 ウェンディ・マッカロイは「XXX：女性のポルノグラフィの権利（XXX: A Woman's Right to Pornography）」の中で、性にポジティブな見解を、「ポルノグラフィが女性にもたらす恩恵は、そのいかなる不利益にも遥かに優る」と要約した。
ラディカル・フェミニストおよびリバタリアン・フェミニストは、この種のメディアでは、女性のセクシュアリティが男性のセクシュアリティとの関係の中で描かれることに注目した。 ラディカル・フェミニストは、ポルノグラフィは、具体的な行為の提示を通じて、性的対象化や性的暴力のノーマル化を描いていると強調した。 対照的に、リバタリアン・フェミニストは、性的マイノリティのスティグマ化や、ポルノグラフィがないことにより妨げられる性的選択の実践の権利の制限などを問題にした。

### サドマゾヒズム論争
セックス戦争のサドマゾヒズムその他のBDSM行為に関する論争の中心地はサンフランシスコだった。この地で、「ポルノグラフィやメディアにおける暴力に反対する女性の会」が設立されたのは1977年のことだった。この会の最初の政治活動は、互いにSM行為を演じ合う女性を舞台に上げたストリップ・クラブでのライブショーにピケを張ることだった。この活動は、「性的刺激や欲望のために、拘束され、強姦され、拷問され、殺され、辱められる」あらゆる女性の描写に終止符を打つという、WAVPMの公式目標に沿ったものだった。 WAVPMは、ポルノグラフィ反対のキャンペーンだけでなく、BDSMにも強く反対して、BDSMを女性に対する暴力の儀式化とみなし、BDSMのレズビアン・コミュニティ内での実践にも反対した。  1978年には、自分たちの性行為がフェミニストの原則と矛盾しないと考えていたBDSMコミュニティ内の女性のための組織である「サモワ」が設立された。

### 売春論争
フェミニスト・セックス戦争の論争のもう一つの中心は売春だった。反ポルノグラフィ陣営の女性たちは、売春に反対し、売春は他に選択肢のない女性に強制されるものだと主張した。 一方、セックス・ポジティブ・フェミニストは、このような立場は セックス・ワークを選んだ女性の自己主体を無視していると主張し、売春は本質的に女性の搾取に基づいたものではない、とみなした。 キャロル・リーは、「1970年代初期の売春の権利運動は、女性運動から直接進化した」と記したが、「アメリカの女性運動は常に、売春に対しては葛藤があった」とも付け加えた。

## セックス戦争の影響
セックス戦争中のフェミニスト思想の対立には、広範囲にわたる影響があった。その例として、リウ（2011年）は「人身売買の定義の解釈の混乱は、フェミニストの売春に対する見解の対立の結果である。」旨を述べている。
『 New Directions in Sex Therapy』によると、性科学とセックス・セラピーの分野は、社会保守主義者や反ポルノフェミニストからの攻撃により、1970年代から1980年代にかけて「目立たない」状態を保つようになったとされる。

## セックス戦争に関する第三波フェミニストの見解
第三波フェミニストの著作では、フェミニスト・セックス戦争の際に注目された売春、ポルノグラフィ、サドマゾヒズムなどのジェンダー関連の問題に対し、個人的・個別的な見方を奨励した。特に、ポルノグラフィに対する第三波の見解は、ポルノグラフィには俳優や消費者が与える意味以上の意味はない、というものである。
第二波フェミニストの一部によって抑圧の道具として特定された性的対象やポルノのようなものは、今や男性だけでなく女性にも利用されている。 フェミニスト批評家のテリーサ・デ・ローレティスは、セックス戦争を両陣営の対立ではなく、第三波フェミニズムの内包する差異の反映と見なし、その中には対立し競争する欲望が含まれているかもしれないとした。 一方、批評家のジャナ・サウィッキーは、対立する立場を両方とも退け、倫理的に教条的でもなければ、無批判なリバタリアンでもない、第三の道を追求した。